# SummerSlam 1989
SummerSlam 1989 è stata la seconda edizione dell'omonimo evento in pay-per-view prodotto dalla World Wrestling Federation. L'evento si svolse alla Meadowlands Arena di East Rutherford nel New Jersey il 28 agosto 1989.
Il main event fu un tag team match tra i "Mega-Maniacs" (Hulk Hogan e Brutus Beefcake) e il tag team formato da Randy Savage e Zeus. Altri incontri principali furono Ted DiBiase contro Jimmy Snuka, The Ultimate Warrior contro Rick Rude per il WWF Intercontinental Championship e Jim Duggan con i Demolition (Ax & Smash) contro André the Giant e Twin Towers (Akeem & Big Boss Man).

## Storyline
Il feud principale che ebbe risoluzione a SummerSlam fu quello tra i Mega-Maniacs (Hulk Hogan & Brutus Beefcake) e Randy Savage con Zeus. A WrestleMania V, Hogan aveva sconfitto Savage vincendo il suo secondo titolo mondiale WWF. La WWF finanziò un film sul wrestling intitolato Senza esclusione di colpi. Hogan recitava nella pellicola nella parte del protagonista Rip, un lottatore famoso, mentre Tom Lister interpretava il cattivo Zeus. Nel film, Hogan sconfiggeva Zeus. La rivalità tra i due venne trasposta anche in WWF, perché Zeus, nella storyline, voleva vendicarsi di Hogan anche nella "vita reale". Venne presentato con il nome del personaggio del film, Zeus. Fece la sua prima comparsa il 27 maggio 1989 durante una puntata di Saturday Night's Main Event prima della difesa del titolo mondiale da parte di Hogan contro Big Boss Man in uno Steel Cage Match. Zeus venne introdotto dal manager di Big Boss Man Slick. Durante l'entrata di Hogan, Zeus lo attaccò. Il 29 luglio sempre a Saturday Night's Main Event, Zeus attaccò anche Brutus Beefcake durante un match tra Beefcake e Randy Savage. Zeus motivò il suo gesto dicendo che aveva provato piacere ad assalire il migliore amico di Hogan. Hulk Hogan cercò di salvarlo ma ciò gli venne impedito da Savage che lo colpì con una sedia sulla schiena per due volte. L'episodio portò al match Hogan & Beefcake vs. Savage & Zeus da disputarsi a SummerSlam.
Il secondo incontro più importante dell'evento fu quello tra Rick Rude e The Ultimate Warrior con in palio il titolo Intercontinentale. I due si erano già scontrati alla Royal Rumble 1989 in una sfida al "fisico migliore". Dopo la contesa (che venne vinta da Warrior), Rude lo assalì brutalmente e ciò portò al match per il titolo a WrestleMania V, dove a trionfare fu Rude. I due quindi firmarono per un rematch da effettuarsi a SummerSlam.

## Evento
| Ruolo:         | Nome:          |
| -------------- | -------------- |
| Commentatori   | Tony Schiavone |
| Commentatori   | Jesse Ventura  |
| Ring announcer | Howard Finkel  |
| Ring announcer | Ron Garvin     |
| Intervistatori | Gene Okerlund  |
| Intervistatori | Sean Mooney    |
| Arbitri        | Earl Hebner    |
| Arbitri        | Joey Marella   |
| Arbitri        | Tim White      |

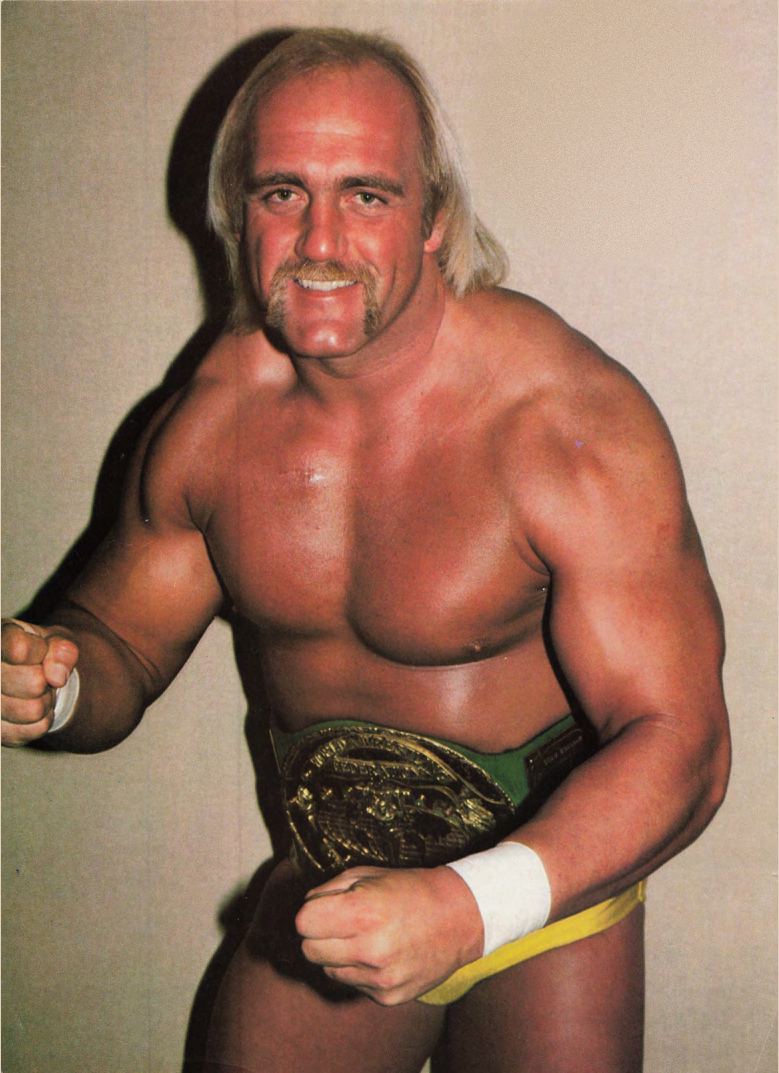
Hulk Hogan vinse il main event di questa edizione di SummerSlam

Prima che l'evento iniziasse a essere trasmesso in diretta in pay-per-view, Dino Bravo sconfisse Koko B. Ware in un dark match.
Il primo match fu un non-title tag team match tra i WWF Tag Team Champion Arn Anderson e Tully Blanchard, accompagnati da Bobby Heenan, e The Hart Foundation (Bret Hart e Jim Neidhart). Nel bel mezzo della contesa, Anderson cercò di interferire, causando una rissa sul ring. Nel frattempo, Heenan distrasse l'arbitro, permettendo ad Anderson di eseguire una Double Ax Handle, lasciando cadere il gomito sul collo di Hart, che schienò Blanchard. Anderson poi mandò Blanchard fuori dal ring e schienò Hart. Heenan finì di distrarre l'arbitro che si voltò per vedere cosa stava succedendo nel frattempo sul quadrato, e iniziò il conteggio senza rendersi conto che Anderson non era l'uomo legale del match.
Il secondo match della serata fu tra Dusty Rhodes e The Honky Tonk Man, accompagnato da Jimmy Hart. Rhodes era in vantaggio fino a quando Hart lo distrasse. Questo permise a Honky Tonk Man di prendere il megafono di Hart e di colpire l'avversario sull'addome. Proseguì nella fase di attacco fino a quando Rhodes fu in grado di controbattere. Poi, però, lo spinse contro l'arbitro, facendogli perdere i sensi. Questo permise a Honky Tonk Man di tenere fermo l'avversario mentre Hart cercò di colpirlo con la chitarra del suo cliente. Rhodes, tuttavia, si spostò, e Jimmy colpì accidentalmente il suo assistito. Rhodes poi effettuò la sua mossa finale, la Bionic Elbow e lo schienò per la vittoria.
Il terzo match, che contrappose Mr. Perfect e The Red Rooster, ebbe inizio con una serie di spintoni al centro del ring. Mr. Perfect effettuò diverse manovre offensive su Rooster, impedendogli anche di eseguire uno slam al tappeto e concluse la contesa eseguendo un dropkick e il Perfect Plex, seguiti dallo schienamento definitivo.
Nel match successivo, Rick Martel e The Fabulous Rougeaus (Jacques e Raymond Rougeau) affrontarono Tito Santana e i Rockers (Shawn Michaels e Marty Jannetty). Nei primi momenti della contesa, Santana e i Rockers si sbarazzarono degli avversari buttandoli fuori dal quadrato. Jannetty era l'uomo legale della sua squadra e affrontò tutti e tre gli avversari, che si davano continuamente il cambio. Martel e i Rougeaus isolarono quindi Jannetty nel loro angolo utilizzando delle mosse di squadra illegali. Dopo qualche minuto, Santana riuscì a dare il cambio a Michaels, che rapidamente riguadagnò il vantaggio. Verso la fine del match, Jimmy Hart, che aveva accompagnato i Rougeaus e Martel, distrasse Jannetty, che fu colpito alle spalle da Jacques. Alla fine, Martel schienò Jannetty, anche se l'uomo legale era Shawn Michaels.
Nel successivo match si affrontarono per il WWF Intercontinental Championship The Ultimate Warrior e il campione in carica Rick Rude, accompagnato sul ring da Bobby Heenan. Warrior eseguì una press slamm sull'avversario sul ring e mandandolo fuori da esso, dove lo seguì e continuò l'attacco, compreso un colpo con la cintura intercontinentale. Mantenne il vantaggio finché Rude fu in grado di contrastare una manovra offensiva spingendo Warrior dalla terza corda sul tenditore. I due lottatori cercarono di eseguire una mossa offensiva fino a quando Roddy Piper arrivò a bordo ring per distrarre Rude. Questo permise a Warrior di eseguire un german suplex, una press slam, e un Warrior Splash. Dopodiché, schienò Rude diventando il nuovo campione intercontinentale.
Poi Jim Duggan e i Demolition (Ax e Smash) sconfissero André the Giant e The Twin Towers (Big Boss Man e Akeem) (con Bobby Heenan e Slick). Smash schienò Akeem dopo che Duggan colpì Akeem sulla testa con la sua spranga di legno 2×4.
Greg Valentine (con Jimmy Hart) sconfisse Hercules nell'ottavo match della serata. Valentine schienò Hercules con i piedi sulle corde, ma l'arbitro non riuscì a vedere l'infrazione. L'ospite ring announcer Ronnie Garvin (che in quel momento era impegnato in un feud con Valentine), rifiutò di proclamarlo come vincitore della contesa. Garvin annunciò ripetutamente che Hercules era il vincitore per squalifica.
Ted DiBiase (con Virgil) sconfisse Jimmy Snuka per conteggio fuori dal ring..
Nel main event, il WWF Champion Hulk Hogan e Brutus Beefcake affrontarono Randy Savage e Zeus. Inizialmente, Beefcake e Savage lottarono tra di loro e Zeus si occupò di Hogan. Beefcake tentò di aiutare il suo compagno, ma Zeus lo catturò in una bearhug. Hogan cercò di aiutarlo, ma fu a sua volta rinchiuso nella stessa presa di sottomissione. Savage entrò nel ring e colpì Hogan con una diving double axe handle e un running knee per un near-fall. Savage applicò una chinlock su Hogan ma egli lo colpì con uno shoulder block, poi fu attaccato da Zeus. Egli prese il cambio e continuò ad attaccare Hulk, e lo bloccò in una bearhug. Inoltre tentò di schienare Hogan diverse volte, senza successo. Zeus lo rinchiuse nel loro angolo e poi diede il cambio a Savage. "Macho Man" colpì con un neckbreaker Hogan e sputò in faccia a Beefcake, costringendolo a entrare nel ring. Savage eseguì un belly to belly suplex su Hogan per un conto di 2. Hogan diede il cambio a Beefcake che colpì Savage con un high knee per un ennesimo conto di 2. Successivamente lo chiuse in una Barber's Chair, e Savage cadde in ginocchio, ma poi si alzò e, dopo aver afferrato la testa dell'avversario, la schiantò in un angolo. Un furente Zeus prese il cambio, ma Beefcake lo colpì con un eye rake e una Barber's Chair. Savage prese la borsa della sua manager Sensational Sherri e colpì Beefcake nei glutei con essa. Savage prese il tag, calmò Zeus e ottenne un near-fall su Beefcake che si concluse grazie all'intervento di Hogan. Savage riprovò un altro schienamento, ma Hogan rientrò e lo inseguì, visto che lui si era nascosto dietro Miss Elizabeth. Hogan riuscì a prenderlo e ad attaccarlo. Zeus bloccò Beefcake con una chokehold prima dello schienamento di Savage. I due si attaccarono a vicenda. Dopo aver ricevuto il tag, Hogan colpì Savage con una corner clothesline e poi aggredì Zeus. Eseguì un big boot su Savage, mandandolo a terra e poi cercò di colpirlo con un suplex sull'apron ring, ma Sherri gli fece uno sgambetto e Savage cadde su Hogan per un near-fall, poi lo colpì con una clothesline ed eseguì una Savage Elbow dalla terza corda. Hogan si riprese e lo mandò a terra dopo un atomic drop. Zeus prese il cambio, e poi fu colpito da una clothesline, e cadde su un ginocchio. Elizabeth fece inciampare Sherri e Beefcake gettò Savage sul tappeto. L'arbitro era distratto e Hogan ne approfittò e colpì Zeus con la borsa di Sherri, seguito da una scoop slam e da un leg drop per la vittoria.

## Conseguenze
Hulk Hogan e Brutus Beefcake affrontarono nuovamente Randy Savage e Zeus in un rematch al pay-per-view No Holds Barred, svoltosi in una gabbia d'acciaio dove a prevalere furono ancora Hogan e Beefcake. Prima della rivincita, Zeus cominciò a comparire all'angolo di Ted DiBiase, che aveva puntato il WWF World Heavyweight Championship di Hogan.
I Brain Busters (Arn Anderson e Tully Blanchard) difesero i WWF Tag Team Championship fino a quando persero le cinture di nuovo contro i Demolition nell'ottobre 1989. La difesa del titolo ebbe luogo nel corso di una registrazione del programma Superstars, ma non fu mostrato in televisione fino al 4 novembre 1989; Anderson e Blanchard non riuscirono mai a riconquistare i titoli, e lasciarono la WWF poco tempo dopo.
Rick Rude iniziò una rivalità con Roddy Piper, con i due che si scambiano insulti per tutto il 1989. Le loro incomprensioni furono risolte in un match dentro la gabbia d'acciaio nel dicembre 1989, dove a trionfare fu Piper. Nel frattempo, The Ultimate Warrior difese il suo titolo intercontinentale in primo luogo contro André the Giant, battendolo in meno di 30 secondi in un house show trasmesso in tutto il paese (e almeno una volta nel corso di un match televisivo al Madison Square Garden di New York). Con la partenza di Blanchard e Anderson, André fu messo in un tag team con Haku chiamato Colossal Connection; immediatamente i due presero di mira i Tag Team Championship dei Demolition.

## Risultati
| #          | Match | Stipulazioni                                          | Durata |
| ---------- | --- | ----------------------------------------------------- | ------ |
| Dark match | Dino Bravo ha sconfitto Koko B. Ware | Single match                                          | N/A    |
| 1          | The Brain Busters (Arn Anderson e Tully Blanchard) (con Bobby Heenan) hanno sconfitto The Hart Foundation (Bret Hart e Jim Neidhart)                                  | Tag team match                                        | 16:23  |
| 2          | Dusty Rhodes ha sconfitto The Honky Tonk Man (con Jimmy Hart) | Single match                                          | 09:36  |
| 3          | Mr. Perfect ha sconfitto The Red Rooster | Single match                                          | 03:21  |
| 4          | Rick Martel e The Fabulous Rougeaus (Jacques e Raymond Rougeau) (con Jimmy Hart e Slick) hanno sconfitto Tito Santana e The Rockers (Shawn Michaels e Marty Jannetty) | Six-man tag team match                                | 14:58  |
| 5          | The Ultimate Warrior ha sconfitto Rick Rude (c) (con Bobby Heenan) | Single match per il WWF Intercontinental Championship | 16:02  |
| 6          | Jim Duggan e Demolition (Ax e Smash) hanno sconfitto André the Giant e The Twin Towers (Big Boss Man e Akeem) (con Bobby Heenan e Slick)                              | Six-man tag team match                                | 07:23  |
| 7          | Greg Valentine (con Jimmy Hart) ha sconfitto Hercules per squalifica                                                                                                  | Single match                                          | 03:08  |
| 8          | Ted DiBiase (con Virgil) ha sconfitto Jimmy Snuka per countout | Single match                                          | 06:27  |
| 9          | Hulk Hogan e Brutus Beefcake (con Miss Elizabeth) hanno sconfitto Randy Savage e Zeus (con Sensational Sherri)                                                        | Tag team match                                        | 15:04  |